# Women Painters of the World
Women Painters of the World (полное название Women Painters of the World, from the time of Caterina Vigri, 1413—1463, to Rosa Bonheur and the present day) — книга валлийского писателя Уолтера Спэрроу.
Представляет собой обзор выдающихся женщин-живописцев до 1905 года — года публикации книги. Цель сборника — опровергнуть утверждение о том, что «достижения женщин-художников второсортны». В книгу вошло более 300 изображений картин более чем 200 художниц, большинство из которых родились в XIX веке и были удостоены высоких наград на различных международных выставках. Является полезным справочником для всех, кто изучает женское искусство конца XIX века.
В числе двухсот женщин-художниц присутствуют:
| - Аббема, Луиза - Аллингем, Хелен - Альма-Тадема, Анна - Альма-Тадема, Лаура - Андерсон, Софи Жанжамбр - Ангвиссола, Софонисба - Башкирцева, Мария Константиновна - Баук, Жанна - Бил, Мэри - Бо, Сесилия - Бенуа, Мари-Гийемин - Блау, Тина - Бонёр, Роза - Бознанская, Ольга - Бреслау, Луиза Катерина - Браунскомб, Дженни Огаста - Виже-Лебрен, Элизабет - Вийк, Мария - Виктория Саксен-Кобург-Готская - Вольфторн, Юлия - Гарднер, Элизабет - Гонсалес, Ева - Гринуэй, Кейт - Демон-Бретон, Виржини - Джентилески, Артемизия - Дюбург, Виктория - Екатерина Болонская - Иванович, Катарина - Капе, Мари-Габриэль - Каррьера, Розальба - Кауфман, Ангелика - Кемп-Уэлч, Люси - Кинг, Джесси - Кокерелл, Кристабель - Кольвиц, Кете - Комер-Патон, Жаклин - Конант, Корнелия - Косвей, Мария - Кэссетт, Мэри Стивенсон | - Лабиль-Гиар, Аделаида - Лейстер, Юдит - Лонги, Барбара - Луиза Великобританская - Майер, Констанция - Макбет, Энн - Мария де ла Пас Испанская - Мериан, Мария Сибилла - Мерритт, Анна Ли - Мозер, Мэри - Морган, Эвелин де - Моризо, Берта - Мэннерс, Виолет - Одбур-Леско, Ортанс - Петрович, Надежда - Престель, Мария Катарина - Рейс, Мария - Рид, Кэтрин - Роннер-Книп, Генриетта - Рэй, Генриетта - Рюйш, Рашель - Сирани, Элизабетта - Сонрель, Элизабет - Старр, Луиза - Суиннертон, Энни - Схурман, Анна Мария ван - Теслефф, Эллен - Тибальди, Мария Феличе - Томпсон, Элизабет - Фонтана, Лавиния - Форбс, Элизабет Адела - Фортескью-Брикдейл, Элеанор - Фремье, Софи - Фульд, Консуэло - Хемессен, Катарина ван - Хитц, Дора - Шварце, Тереза - Шерфбек, Хелена |